# 仙崎

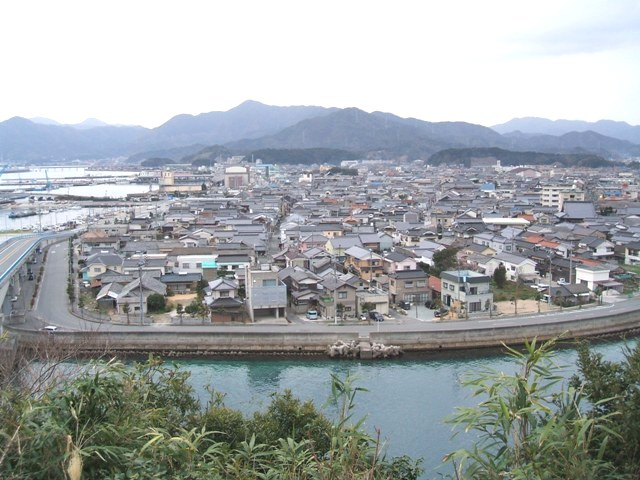
王子山（青海島）から仙崎を望む 左奥が仙崎漁港

仙崎（せんざき）は山口県長門市の一地域で旧大津郡仙崎町（せんざきちょう）一帯を指す。仙崎の地域は日本海に面した青海島と本土の両側にまたがるが、本土側は青海島との間の砂嘴により成り立つ地域であり、極めて平坦な地形となっている。日本海側屈指の漁港として、また蒲鉾の産地としても知られ、戦後の引き揚げ港としても知られる存在である。
本項では大津郡仙崎町、同町の町制前の名称である仙崎村（せんざきそん）についても述べる。

## 歴史
- 1889年（明治22年）4月1日 - 町村制施行により、通浦・瀬戸崎浦の区域をもって仙崎通村が発足。
- 1899年（明治32年）4月1日 - 仙崎通村のうち大字通浦が分立して通村となる。残部は改称して仙崎村となる。
- 1914年（大正3年）4月15日 - 仙崎村が町制施行して仙崎町となる。大津郡では最も早い町制施行だった。
- 1945年（昭和20年）9月2日 - 太平洋戦争終戦に伴う引き揚げ港として仙崎港が使用される。
- 1954年（昭和29年）3月31日 - 仙崎町が通村・深川町・俵山村と合併して長門市が発足。同日仙崎町廃止。同市大字仙崎となる。

## 引き揚げ港
太平洋戦争終戦後、海外邦人がかつての領土から本土へ引き揚げるにあたり、かつて関釜連絡船として就航していた興安丸が母港として釜山港と仙崎・博多港を往復したことから、仙崎港は引き揚げ港として知られることになる。仙崎港で受け入れた引き揚げ者は413,961人で、博多港・佐世保港・舞鶴港・浦賀港に次ぐ5番目の人数で、葫蘆島、上海、釜山からの上陸者が多かったという。逆に朝鮮、台湾など祖国へ帰還する在日外国人の送り出し港としての役目も果たしており、送り出し人数339,548人は博多港に次いで2番目に多い人数である。
1995年（平成7年）には、引き揚げ50周年を記念した行事も行われ、記念碑の建立や記念列車（仙崎駅 - 下関駅）の運転が行われた。

## 仙崎漁港
仙崎漁港は山口県内では下関漁港に次ぐ県内第二位の水揚げ高を誇る大規模な漁港となっている。イカ・アジなどの近海物の魚介類やウニ・アワビなどを主に取り扱い、関西・九州方面に出荷される。特にケンサキイカについては近年『仙崎イカ』のブランド名が名付けられ、流通価値が高まりつつある。また、近海の白身魚（エソなど）を用いた蒲鉾は仙崎の名産となっている。
毎年7月23日には仙崎漁港にてながと仙崎花火大会が開催されている。また、1994年（平成6年）11月20日には第14回全国豊かな海づくり大会も開催された。

## 金子みすゞ

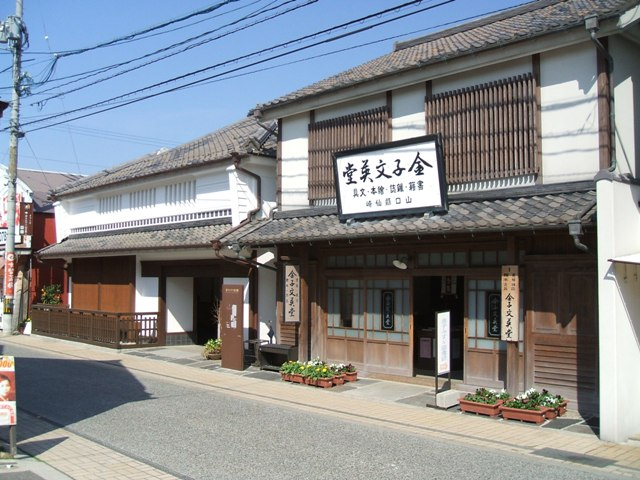
金子みすゞ記念館（生家跡）

大正時代の童謡詩人金子みすゞ（1903-1930）は仙崎で生まれ、深川高等女学校（現在の山口県立大津高等学校）を卒業するまでの間を仙崎で過ごした。詩作の大半は奉公先の下関市で行われたものだが、その題材には仙崎の情景が多く描かれている。代表作の一つである「大漁」は仙崎漁港に大量に水揚げされた鰯にモチーフを得たものだとされているし、王子山、弁天島、祇園社（八坂神社）など仙崎の風景を読んだ詩も数多く残されている。また、みすゞの墓所も仙崎にある。

## 交通
1930年に開業した仙崎駅があり、山陰本線の支線（通称・仙崎線）で長門市駅とつながっている。終戦直後は全国各地へ引き揚げ者を運ぶ列車が運行されたが、現在は仙崎駅〜長門市駅間で列車が往復運転しているほか、仙崎から美祢線にも直通している。
本土と青海島を結ぶ県道青海島線青海大橋（全長260m）がかかる。1965年（昭和40年）10月完成。当初は歩道なし2車線の橋であったが、1987年（昭和62年）6月16日、クレーン船が青海大橋下を通過しようとした際に桁下高を確認しなかったクレーン船が橋桁に衝突する事故が発生。損傷した西側の桁を撤去し、並列に1車線分の橋桁を架ける手法で新たに歩道を設置し、1991年（平成3年）7月に復旧を行っている。

## その他

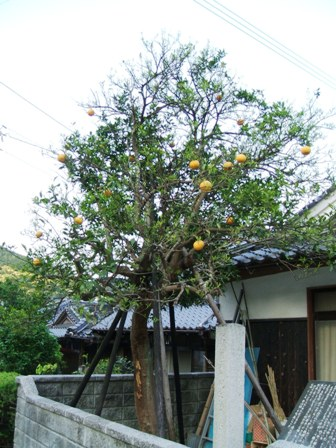
ナツミカン原樹

- 青海島の大日比地区にはナツミカンの原樹がある。これは江戸時代に、当地に住む西本於長が、漂着した柑橘の種を自宅の庭に植えたものであり、以後各地に広まったものである。接ぎ木されたものではあるが現存し、今も実をならせている。史跡及び天然記念物に指定されている。